# NGC 2546
NGC 2546 est un amas ouvert,, situé dans la constellation de la Poupe. Il a été découvert par l'astronome français Nicolas-Louis de Lacaille en 1751 depuis l'Afrique du Sud.

NGC 2546 est à environ 919 pc (∼3 000 al) du système solaire et les dernières estimations donnent un âge de 75 millions d'années. La taille apparente de l'amas est de 70 minutes d'arc, ce qui, compte tenu de la distance, donne une taille réelle maximale d'environ 61 années-lumière. 

Selon la classification des amas ouverts de Robert Trumpler, cet amas renferme entre 50 et 100 étoiles (lettre m) dont la concentration est moyennement faible (III) et dont les magnitudes se répartissent sur un intervalle moyen (le chiffre 2).